# Willem van Hoogstraten
Willem Jacob 'Willy' van Hoogstraten (Utrecht, 18 maart 1884 – Tutzing, Duitsland, 11 september 1965) was een Nederlandse violist en dirigent. Hij verbleef het grootste deel van zijn leven in Duitsland en de Verenigde Staten, waar hij ook de meeste roem verwierf.

## Leven en werk
Hij was een lid van de familie Van Hoogstraten; vader was meester Samuel Pieter Jacob Anne van Hoogstraten (secretaris der Nederlandsche Rhijnspoorweg-Maatschappij, moeder was Elizabeth Maria van Hoijtema, het echtpaar woonde in 1884 in Stationsstraat 9.
Hij begon op achtjarige leeftijd met vioolspelen en kreeg les van onder anderen Alexander Schmuller. Hij doorliep het Conservatorium te Keulen, waar hij les kreeg van Bram Eldering. Verder studeerde hij in Praag bij Otakar Ševcik. Zijn eerste betrekking als dirigent was in het kuuroord Bad Honnef. Van 1914 tot 1918 dirigeerde hij het orkest van Kleefeld. In 1911 trouwde hij met de Duitse pianiste Elly Ney (1882-1968), die hij ontmoette aan het conservatorium van Keulen waar zij les gaf. Ze vestigden zich in Schlangenbad in Hessen en verhuisden later naar Bonn. Het echtpaar Van Hoogstraten was in de jaren tien bevriend met Frederik van Eeden.
Ney en Van Hoogstraten vormden een pianotrio met de cellist Fritz Reitz en toerden door Europa om kamermuziekconcerten te geven. Op 78 toeren namen ze Beethovens Derde, Vierde en Vijfde pianoconcert op voor het platenlabel Colosseum. Hun dochter Eleonore (1918-2007) kreeg later enige bekendheid als actrice. Zij scheidden in 1927. Ney hertrouwde in 1928 met de Amerikaan Paul Allais. Dit huwelijk duurde niet lang.
Van Hoogstraten dirigeerde een Brahmsfestival in Wenen en Mozartprogramma's bij de Salzburger Festspiele. Hij reisde door Europa als gastdirigent. Van 1922 tot 1939 woonde hij in de Verenigde Staten. Na het vertrek van Josef Stransky bij NYPhil fungeerde hij als interimdirigent bij de Philharmonic Society of New York (voorloper van de New York Philharmonic) totdat Willem Mengelberg beschikbaar was. Van 1923 tot 1925 was hij er vast aangesteld naast chef-dirigent Mengelberg. Van 1922 tot 1939 dirigeerde hij de openluchtzomerconcerten van de NYPhil in het Lewisohn Stadium te New York. In 1927 dirigeerde hij in die hoedanigheid George Gershwin als solist in diens Rhapsody in blue en Concerto in F. Van 1925 tot 1938 was hij bovendien 'music director' van het Oregon Symfonieorkest. In 1926 verkreeg hij van de Universiteit van Oregon een eredoctoraat. In januari 1939 werd hij in Nederland benoemd tot Ridder in de Orde van Oranje-Nassau.
Voor het uitbreken van de Tweede Wereldoorlog keerde hij terug naar Duitsland en naar Elly Ney, die ondertussen een overtuigd nationaalsocialist geworden was. In de oorlog was hij actief voor het naziregime, onder meer tijdens concerten van de organisatie Kraft durch Freude. Verder was hij van 1939 tot 1945 de eerste vaste dirigent van het Mozarteum Orkest te Salzburg nadat dit als professioneel orkest verzelfstandigd was. Na de oorlog moest hij eerst de zuivering doorlopen en daarna trad hij in 1949 in dienst bij de Stuttgarter Philharmoniker. In 1953 werd Van Hoogstraten door de ministerraad van Baden-Württemberg de eretitel 'Professor' verleend. Rond 1960 nam hij een serie werken van Beethoven op met de Staatsphilharmonie Nürnberg, met Elly Ney als soliste.
Ney verzoende zich met Van Hoogstraten, zij woonden begin jaren zestig samen in een leefgemeenschap, vierden in 1961 hun "gouden huwelijk". Hij overleed in 1965 in Tutzing aan de Starnberger See in Beieren. Ze hebben een gezamenlijk graf op Neuen Tutzinger Friedhof.
- Biblioteca Nacional de España: XX1013090
- Bibliothèque nationale de France: cb12752374j (data)
- Gemeinsame Normdatei: 118706977
- International Standard Name Identifier: 0000 0000 5919 2802
- Library of Congress Control Number: no98113936
- MusicBrainz: 59a3f5fd-0078-4b82-a284-669f5fcd34a9
- Nederlandse Thesaurus van Auteursnamen: 06815495X
- SNAC: w69s29rw
- Système universitaire de documentation: 080668399
- Virtual International Authority File: 136511
- WorldCat: E39PBJyRB8yFF3mKGJdXyjBwYP